# Тайрон Тауншип (округ Перрі, Пенсільванія)
Тайрон Тауншип (англ. Tyrone Township) — селище (англ. township) в США, в окрузі Перрі штату Пенсільванія. Населення — 1897 осіб (2020).

## Демографія
Згідно з переписом 2010 року, у селищі мешкали 2124 особи в 791 домогосподарстві у складі 541 родини. Було 894 помешкання
Расовий склад населення:
| - 95,1 % — білих - 3,4 % — чорних або афроамериканців - 0,2 % — азіатів |

До двох чи більше рас належало 0,5 %. Частка іспаномовних становила 1,0 % від усіх жителів.
За віковим діапазоном населення розподілялося таким чином: 27,4 % — особи молодші 18 років, 57,2 % — особи у віці 18—64 років, 15,4 % — особи у віці 65 років та старші. Медіана віку мешканця становила 38,9 року. На 100 осіб жіночої статі у селищі припадало 111,6 чоловіків;  на 100 жінок у віці від 18 років та старших — 102,4 чоловіків також старших 18 років.
Середній дохід на одне домашнє господарство  становив 57 379 доларів США (медіана — 47 072), а середній дохід на одну сім'ю — 67 260 доларів (медіана — 55 469). Медіана доходів становила 45 815 доларів для чоловіків та 28 542 долари для жінок. За межею бідності перебувало 13,4 % осіб, у тому числі 25,7 % дітей у віці до 18 років та 7,5 % осіб у віці 65 років та старших.
Цивільне працевлаштоване населення становило 754 особи. Основні галузі зайнятості: освіта, охорона здоров'я та соціальна допомога — 20,8 %, роздрібна торгівля — 15,9 %, будівництво — 11,7 %, транспорт — 11,0 %.